# رسم الخرائط المضادة
يشيرُ رَسمَ الخرائِط المُضادَّة إلى الجُهودِ المَبذولةِ لرسمِ خَرائِط «ضِد هياكل السُّلطَة المُهيمِنة؛ لِتَحقيقِ أهدافٍ تَبدو تَقدُّمِيَّةً أكثَر»، وقَد صاغَ المُصطَلَح نانسي بيلوسو في عامِ 1995 لِوصفِ تَكليفِ مُستَخدِمي الغاباتِ بِالخرائِطِ في كاليمانتان وإندونيسيا؛ كَوسيلَةٍ لِلطَّعنِ في خرائِطِ الدَّولَة لِمناطِقِ الغاباتِ التي تهدِم عادةً مصالحَ السُّكّانِ الأصليّين، وقَد كانَ لِخرائِطِ الهَيمَنَةِ المُضادَّةِ المُنتِجَةِ القُدرَةِ على تَعزيزِ مُطالباتِ مُستَخدمي الغاباتِ بالمَوارِد، وهناكَ العَديدَ منَ التَّعبيراتِ التي تَرتَبِط ارتباطًا وثيقًا بِرَسمِ الخَرائِطَ المُضادَّة وهيَ: علمُ الخَرائِطِ الإثنوغرافيَّة، ورسمُ الخَرائِطِ البَديلة، ورسمُ الخَرائِط، ورسمُ الخَرائِطَ المُضادَّةِ لِلهَيمَنَة، ورسمُ الخرائِطَ التَّشارُكيَّةِ العامَّة، عَلاوَةً على ذلك فإنَّ المُصطَلحاتِ: رَسمَ الخرائِط النَّقديّ، ورَسمَ الخَرائِطِ التَّخريبيَّة، ورَسمَ الخرائط الإقليميَّةِ الحَيويَّة، وإعادَةِ الخَرائِطَ تُستَخدَمُ أحيانًا بِالتَّبادُلِ مَع رَسمِ الخَرائِطِ المُضادَّة، ولكنَّها في الواقِعِ تّشمَلُ أكَثَر مِن ذلكَ بِكَثير.
في حينِ أنَّ الخَرائِطَ المُضادَّةِ لا تَزالُ تُشيرُ في المَقامِ الأوَّلِ إلى جَهودِ رَسمِ الخَرائِطَ الأصلِيَّة، إلّا أنَّهُ يَتمُّ تَطبيقَها بِشَكلٍ مُتَزايِدٍ على مُبادَراتِ رَسمِ الخَرائِطَ غيرِ الأصلِيَّةِ في البُلدانِ المُتَقَدِّمَةِ اقتصادِيًّا، وقَد تَمَّ تَسهيلُ جُهودِ رَسمِ الخَرائِطَ المُضادَّةِ مِن خِلالِ عَمَليّاتِ النّيوليبراليّة «اللّيبراليّة الحَديثة»، والدّمقرطَة التَّكنولوجِيَّة، وَتَتضمَّن أمثِلَةُ الخَرائِطِ المُضادَّةِ مُحاوَلاتِ تَرسيمِ المَناطِقَ التََّقليدِيَّةِ وحِمايَتَها، وَرسمِ خَرائِطَ المُجتَمَع، ونُظُمِ المَعلوماتِ الجُغرافِيَّةِ التَّشارُكيَّةِ العامَّة، ورَسمِ الخَرائِطَ مِن خِلالِ دَولَةٍ ضَعيفَةٍ نِسبيًّا لِمُواجَهَةِ ادّعاءاتِ المَوارِدَ لِدَولَةٍ أَقوى، ودَعمِ قُوَّة مُكافَحَةِ الخَرائِطَ لتغييرِ سياسَةِ الدَّعوَةِ من أسفَلٍ إلى أعلى نحوَ المُعلِّقينَ، وَيُؤَكَّد على أنَّهُ يَنبَغي النَّظَرِ لِمكافَحَةِ رَسمِ الخَرائِطَ كَأداةٍ مِن أدواتِ الحُكم.
على الرُّغمِ مِن إمكاناتِ الخرائطِ المُضادَّةِ التَّحررِيَّة فإنَّها لَم تَمُرَّ دونَ انتِقادات، وهُناكَ اتِّجاهٌ لِجُهودِ رَسمِ الخَرائِطِ المُضادِّةِ لِلتََّغاضي عَن مَعرِفَةِ النِّساءِ والأقَلِّيّاتِ والفِئاتِ الضَّعيفَةِ والمُحَرومَةِ مِن حُقوقِها، وانطِلاقًا مِن هذا المَنظور، فإنَّ الخَرائِطَ المُضادَّةِ تَعمَلُ فَقَط على تَمكينِ مَجموعَةٍ فِرعيَّةٍ صَغيرَةٍ مِنَ المُجتَمَع، بينَما يُصبِحُ الآخَرونَ أكثَرَ تَهميشًا.

## الأصول
صاغَت نانسي بيلوسو أستاذَةَ سِياسَةِ الغابات، مُصطَلَح «الخَرائِط المُضادَّة» في عامِ 1995، بَعدَ أن دَرَسَت تَنفيذَ استراتيجيَّتينِ لِرسمِ خَرائِطَ الغاباتِ في كاليمانتان، حيثُ أنَّ هناكَ مَجموعَةً واحِدَةً مِنَ الخَرائِطِ تَخُصُّ مُديري الغاباتِ في الدَّولَةِ والمُؤسَّساتِ المالِيَّةِ الدُّوَليَّةِ التي دَعَمَتهُم مثلَ البَنكِ الدُّوَليّ، واعتَرَفَت هذِهِ الاستراتيجِيَّةِ بِرَسمِ الخَرائِطَ كَوسيلَةٍ لِحمايَةِ المُطالَباتِ المَحلِّيَّةِ بالأراضي والمَوارِدِ لِحكومَةٍ تجاهَلتها سابِقًا، ومن ثُمِّ تمِ إنشاءُ مَجموعَةِ الخَرائِطَ الأخرى مِن قِبَلِ المُنظَّماتِ غَيرِ الحُكومِيَّةِ الإندونيسيَّة، والتي غالبًا ما تَتعاقَدُ مَع خُبراءٍ دُوليّينَ لِلمُساعَدَةِ في رَسمِ خَرائِطَ أراضي القَريَة، وكانَ الهَدفُ منَ المَجموعَةِ الثَّانيَةِ مِنَ الخرائِطِ هوَ احتواءُ اتفاقِيّاتِ رَسمِ الخَرائِطِ للدَّولَةِ الإندونيسيَّة؛ لإضفاءِ الشَّرعيَّة على مُطالَباتِ شَعبِ الداياك، وهُمُ السُّكانُ الأصليّينَ في كاليمانتان بِحقوقِ استخدامِ الغابات، كما واكتَسَبَ راسِمو الخَرائِطِ في كاليمانتان تِقَنيّاتِ نُظُمِ المَعلوماتِ الجُغرافيَّة، وتكنولوجيا الأقمارِ الصِّناعيَّة، وأدواتِ إدارةِ المَوارِدَ المَحوسبَة، مِمّا جَعَلَ الدَّولَةَ الإندونيسيَّة عُرضَةً لِلخَرائِطِ المُضادَّة، واستِمرارًا على هذا النَّحوِ أدّى باستراتيجيّاتِ رَسمِ الخَرائِطِ المُضادَّةِ في كاليمانتان إلى عَمَلٍ مُجتمَعِيٍّ ناجِحٍ لِعَرقَلَةِ مَزارِعَ نَخيلِ الزَّيتِ والاحتِجاجِ عَليها، وعلى امتِيازاتِ قَطعِ الأَشجارِ التي فَرضَتها الحُكومَةُ المَركَزِيَّة.
ومَع ذلِكَ وَجَبَ الاعتِرافُ بِأنَّ مَشاريعَ الخَرائِطِ المُضادَّةِ كانَت مَوجودَةً قَبلَ فَترَةٍ طَويلَةٍ مِن صِياغَةِ المُصطَلَح، وأنَّ الخَرائِطَ المُضادَّةِ مُتجَذِّرَةً في مُمارَساتِ فَنِّ الخَرائِطِ التي تَعودُ إلى أوائِلِ القَرنِ العِشرين، في حَرَكَةِ الخَرائِطِ الذِّهنِيَّةِ في السِّتينيّات أثناءَ رَسمِ الخَرائِطَ الأصلِيَّةِ والبيولوجِيَّة ورسِم الخَرائِط.

### مشروع خرائِط الأبرَشِيّة
في عامِ 1985 أطلَقَت مُؤَسَّسةُ "أرضِيَّةٌ مُشتَرَكَة" الخَيرِيَّةُ مَشروعَ خَرائِطَ الأبرَشِيَّة، وهيَ مُبادَرَةٌ مِنَ القاعِدَةِ إلى القِمَّة لِتُشَجِّعَ السُّكانَ المَحَلِّيّينَ على رَسمِ خَريطَةٍ لِعناصِرَ البيئَةِ التي تُقَدِّرُها أبرَشيَّتَهُم، ومنذُ ذلكَ الحينِ قامَت أكثَرَ مِن 2500 أبرَشِيَّةٍ إنجليزيَّةٍ بِعَمَلِ مِثلِ هذهِ الخَرائِط، وَتَهدِفُ مَشاريعَ رَسمِ خَرائِطَ الأبرَشيّاتِ إلى وَضعِ كلِّ شَخصٍ مَحَلّيِّ في دَورِ "خَبير، وقَد جَسَّدَ كليفورد هذا المفهوم بقولِهِ: "صُنعُ خَريطَةٍ أبرَشِيَّةٍ يَعني خَلقَ تَعبيرٍ مُجتَمَعيٍّ عَنِ القِيَم، وبِدايَةُ لِتَأكيدِ أفكارٍ لِلمُشارَكَةِ، إنَّهُ يَتَعلَّقُ بِأخذِ المَكانِ بَينَ يَديك"، وعادَة ًما يكونُ مُنتَجَ الخَريطَةَ النِّهائِيّ عِبارَةً عَن قِطعَةً أثرِيَّةً فَنِّيَّة، وفي أغلَبِ الأوقاتِ يَتِمُّ رَسمَها، ومِن ثُمَّ عَرضَها في قاعاتِ القُرى أو المَدارِس، ويتم ذلكَ مِن خِلالِ التَّشكيكِ في تَحيُّزاتِ أعرافِ رَسمِ الخَرائِطَ وتَحدّي تَأثيراتِ القُوَّةِ السّائِدَةِ لِرَسمِ الخَرائِط، ويُعدُّ مَشروعَ خَرائِطَ الأبرَشِيَّة مِثالًا مُبَكِّرًا لِما ذَهبَ إليهِ بيلوسو بما يُسَمّى "رَسمَ الخرائِطِ المُضادَّة".

## تطوير

### النيوليبرالية
يُمكِنُ وَضعُ تَطويرِ الخَرائِطِ المُضادَّةِ في إطارِ إعادَةِ الهَيكَلَةِ السِّياسيَّةِ والاقتِصاديَّةِ النيوليبراليَّةِ للدَّولة، حيثُ أنَّهُ قَبلَ السَّتينيّات مِنَ القَرنِ الماضي كانَ تَجهيزُ مَشروعِ رَسمِ الخَرائِطِ واجبًا رَئيسيًّا على عاتِقِ وكالَة واحَدة، بِتمويلٍ مِنَ الحُكومَةِ الوَطَنيَّة، بناءً على ذلِك كانَتِ الخَرائِط تَقليديًا نَتاجًا لِلمعارِفِ المُتَميِّزة، ومَع ذلك فَقد أعادَت عَمَليَّاتُ النيوليبراليّة -في الغالبِ منذُ أواخِرِ السَّبعينيّات - إعَادَة تَشكيلِ دَورِ الدَّولَةِ في مَشروعِ رَسمِ الخَرائِط، وَتُشيرُ النيوليبراليَّة إلى التَّركيزِ على الأسواقِ والحدِّ الأدنى مِنَ الدُّوَل؛ حيثُ يُنظَرُ إلى الاختِيارِ الفَردِيِّ على أنَّه حَلَّ مَحَلِّ الإنتاجِ الضَّخمِ لِلسِّلَع، وَيُمكِنُ تَفسيرِ حَقيقَةَ أنَّ المُواطِنينَ يُؤدّونَ وظائِفَ رَسمِ الخَرائِطَ التي كانَت خاضِعَةً لِسيطَرَةِ الدَّولَةِ حَصرِيًّا فكانَت في السّابِقِ جُزئيًّا مِن خِلالِ التَّحَوُّلِ مِن «تَراجِع النيوليبراليّة»، حَيثُ قامَت الدَّولَةُ بِتفكيكِ بَعضِ وَظائِفِها إلى «نَشرِ اللّيبراليَّة الجَديدَة» في طُرُقِ التَّشغيلِ الجَديدَةِ التي تَمَّ بِناؤها، باختِصارٍ يُمكِنُ اعتِبارَ أنَّ الدَّولَةَ «أُفرِغَت» وفَوِّضَت بَعضَ سُلطاتِها في رَسمِ الخَرائِط لِلمُواطِنين.

#### مكافحة الخرائط كحكومة نيوليبرالية
تُشيرُ الحُكومَةُ إلى شَكلٍ مُعيَّنٍ مِن أشكالِ سُلطَةِ الدَّولةِ التي تُمارَسُ عِندَما يَضبِطُ المُواطِنونَ أنفُسَهُم مِن خِلالِ الإذعانِ لِمعرِفَةِ الدَّولَة، حيثُ أنَّهُ تاريخيًّا كانَ رَسمُ الخَرائِط استراتيجيَّةً حُكوميَّةً أساسيَّة، كَتِقَنيَّةٍ للقُوَّةِ تُستَخدَمُ للمُراقَبةِ والتَّحَكُّم بِما يُظهِر المُطالِبونَ المُتنافِسونَ وَالحُدودَ على الخَرائِطِ التي تَقودُها الدَّولَة، ويَرتَبِط هذا بِمَفهومِ فوكو عنِ «المَعارِفِ المَقهورَة» تِلكَ التي لَم تَرتَفِع إلى الأعلى، أو كانَت غيرَ مُؤَهَّلَة، ومَع ذلِك فإنَّهُ مِن خِلالِ عَمليّاتِ اللّيبراليَّةِ الجَديدَة تَراجَعَتِ الدَّولَة عَن أداءِ بَعضِ وَظائِفِ رَسمِ الخَرائِط، وبِالتّالي بَدَلًا مَن أن يَكونوا مُستلمين سلبيّينَ لِتوزيعِ الخَرائِطِ من أعلى إلى أسفَل، وقد أصبَحَ لدى النّاسِ الآنَ الفُرصَةَ لِلمطالَبَةِ بالسِّيادَةِ على عَمَليَّةِ رَسمِ الخَرائِطِ في هذا النِّظامِ الجَديدِ لِحكومَةِ رَسمِ الخَرائِطِ النّيوليبراليَّة مِن خلالِ «تَمَرُّدِ المَعارِفِ المَقهورَة»، حَيثُ تَتَضمَّنُ مُبادَراتُ رَسمِ الخَرائِطِ المُضادَّةِ الأصواتَ المُهَمَّشَةِ سابِقًا.

### الدمقرطة التكنولوجية
استجابةً لِلتَّغيرِ التِّكنولوجيِّ -في الغالِبِ مُنذُ الثّمانينيّات- أصبَحَ رَسمُ الخرائِطِ ديمقراطِيًّا بِشَكلٍ مُتزايِد، وَقَد أتاحَ التَّوَفُّرُ الواسِعُ لِمعلوماتِ المَوقِعِ -عاليَةَ الجَودَةِ- رَسمَ خَرائِطَ السّوقِ الشّامِلِ استِنادًا إلى مُستَقبِلاتِ نِظامِ تَحديدِ المَواقِع العالَمِيّ، وأجَهِزَة الكمبيوتر المَنزِليَّة، والإنتَرنِت حَقيقَة أنَّ المَدنيّين يَستخدِمونَ التِّقنيّاتِ التي كانَت ذاَت يومٍ نُخبَويِّة قاد بروسيوس وآخرون؛ للتَّأكيدِ على أنَّ الخَرائِطَ المُضادَّةِ تَتَضمَّنُ «سَرِقَة أدواتِ السَّيِّد»، ومَع ذلك فقَد نَجَحَت العَديدُ مِن مَشاريعِ الخَرائِطِ المُضادَّةِ المُبَكِّرَةِ في استخدامِ التِّقنيّاتِ اليَدويِّة، ولا يَزالُ الكثيرَ مِنها يُستَخدَم، على سبيلِ المِثال في السَّنواتِ الأخيرةِ تَمَّ تَنشيطُ استِخدامِ مَناهِجَ رَسمِ الخِرائِطَ البَسيطَة، حيثُ يَتِمُّ عَمَلَ الخَرائِطِ على الأرضِ باستِخدامِ المَوادَّ الطَبيعيَّة، وبالمثل أيضًا فإنَّ استخدامِ إنشاءاتِ النَّماذِجَ المُصغَّرَةِ واللَّوحاتِ اللِّبّاديّة كَوسيلَةٍ لِتمثيلِ ادّعاءاتِ رَسمِ الخَرائِطَ لِمجموعاتٍ مُختَلِفة، حيثُ أصبَحَ شائِعًا بِشكلٍ مُتزايِد، وبالتّالي حَكَمَ دينس وود وآخَرونَ أنَّ راسمي الخَرائِطَ المُضادَّةِ يُمكِنُهُم تَحقيقَ النَّجاحِ مِن الفُتاتِ التِّكنولوجِيّ.

### نظم المعلومات الجغرافية للمشاركة العامة
في السَّنواتِ الأخيرةِ حاولَت أنظمَةُ المَعلوماتِ الجُغرافِيَّة لِلمُشارَكَةِ العامَّة (PPGIS) انتِزاعَ قوَّةِ الخَريطَةِ مِن أيدي نُخبَةِ رَسمِ الخَرائِط، ووَضعِها في أيدي النّاس، على سبيلِ المِثال فقد صَمَّمَ «كيم» طَريقَة PPGIS وَتُسمَّى الإستراتيجِيَّةِ الاستِكشافيَّةِ للتَّعاوِنِ والإدارَةِ والتَّخصيصِ والتَّخطيط (ESCMAP)، حيثُ سَعَتِ الطَريقَةُ إلى دَمجِ اهتِماماتِ وَخِبراتِ ثلاثَةَ مُجتِمعاتٍ ريفِيَّةٍ في مَنطِقَة أشانتي في غانا أثناءَ مُمارَساتِ إدارَةِ الغاباتِ الرَّسميَّة، وَتوَصَّلَ كيم إلى أنَّهُ على الرُّغمِ من إمكاناتِ PPGIS العالية، فإنَّهً مِنَ المُمكِنِ أن يَعتَرِضَ غالبيَّةَ الأغنِياءِ والأقوِياءِ في المَنطِقَةِ على بَعضِ الاستخداماتِ التَّشارُكيَّةِ لـنُظِمِ المَعلوماتِ الجُغرافيَّة، وعلى سبيلِ المِثالِ أكَّدَ قاطِعو الأشجارِ في غانا أنَّ إجراءاتِ PPGIS كانَت مُنفتِحةً وديمقراطيَّةٍ للغايَة، فبالتّالي -وعلى الرُّغمِ مِن إمكاناتِ التَّحوُّلِ الدّيمقراطِيّ- كانَ هُناكَ عَوائِقَ أمامَ تَنفيذِه، وَفي الآونة الأخيرة عارَضَ دينس وود والبَقِيَّة فِكرَة PPGIS تمامًا؛ مُؤكدًأ أنَّها «نادِرًا ما تَكونُ GIS مُهَيمَنَةً بِشكلٍ مُكَثَّف، وبالكادِ عامَّة ويكِنُ فِعلَ أيِّ شيءٍ سِوى المُشارَكَة».

## الخرائط المضادة كحوكمة
تصنَعُ الحُوكَمَةُ مَفاهيمَ تَنظيمِيَّةٍ إشكالِيَّةٍ تَتمحوَرُ حولَ الدَّولَة، ورُغمَ إدراكِ أنَّ هناكَ تَحُّولًا إلى السُّلطَةِ العامِلَةِ عبرَ عِدَّةِ نَطاقاتٍ مَكانِيَّةٍ، فإنَّ رَسمَ الخَرائِطِ المُضادَّةِ يعقدُ تَوزيعَ الدَّولَةِ لِرسمِ الخِرائِط، ويَدعو إلى مَشاريعَ رَسمِ الخَرائِطِ التَّشارُكيَّةِ مِن القاعِدَةِ إلى القِمَّة، وغالِبًأ ما تَقومُ مُبادَراتُ مُكافَحَةِ الخَرائِطِ مُمارَسَةَ السُّلطَةِ بِدونِ مُساعَدَةٍ مِنَ الدَّولَةِ كما هوَ مُفتَرَض، وبما يَندَرِجُ تحتَ مُكافَحَةِ رَسمِ الخَرائِطَ لِجيسوب بِمفهومِ «الحُكمِ دونَ حُكومَة»، ومِنَ السِّماتِ الأخرى للحَوكَمَةِ «الجُهود الهادِفَةِ لِلتَّوجيهِ أو التَّحَكُّم أو إدارَةِ قِطاعاتٍ أو جَوانِبَ مِنَ المُجتَمَع» وتَقَعُ أيضًا تَحتَ ذاتِ الهَدَف مشترك، ونَظرًا لأنَّ الخَرائِطَ تَنُضحُ بِالقوَّةِ والسُّلطَةِ فَهيَ وَسيطٌ مَوثوقٌ بِهِ مَعَ القُدرَةِ على تَوجيهِ المُجتَمَعِ في اتِّجاهٍ مُعيَّن، وباختِصارٍ شَديدٍ فإنَّ رَسمَ الخَرائِطِ الذي كانِ في يومٍ مِنَ الأيّامَ أداةَ المُلوكِ والحُكومات، يُستَخدَمُ الآنَ كَأداةٍ لِلحكمِ ولِلدَّعوَةِ إلى تَغييرِ السِّياساتِ مِنَ القاعِدَة الشَّعبيَّة، وَيُعدُّ المجالَ البيئيِّ أحدَ السِّياقاتِ التي تَمَّ فيها استِخدامَ الخَرائِطَ المُضادَّةِ كأداةٍ لِلحَوكَمة.

### رسم الخرائط المضادة مثل الحوكمة البيئية
على عَكسِ المَعارِفِ المُتخَصِّصَةِ فإنَّ المعارِفَ العاديَّةِ تَزدادُ قيمَةً لِصانِعي القَرار، ويَرجِعُ ذلكَ جُزئِيًّا إلى عَدَمِ اليَقينِ العِلمِيِّ المُحيطِ بِالقَضايا البيئيَّة، وَتُعَدُّ المَشاريعَ التَّشارُكيَةِ لِرسمِ الخَرائِطَ المُضادَّةِ وَسيلَةً فعّالَةً لِدَمجِ المَعارِفَ العِلمِيَّةِ  في القَضايا المُتَعلِّقَةِ بِالحَوكَمةِ البيئية، فَعلى سَبيلِ المِثال: تَمَّ استخدامُ الخَرائِطَ المُضادَّةَ التي تُصوِّرُ الاستِخدامَ التَّقليدِيِّ لِلمناطِقَ المَحميَّةِ الآن لِلتَّنَوُّعِ البيولوجيِّ للسَّماحِ باستِخدامِ المَوارِد، أو لِتَعزيزِ النِّقاشِ العامّ حولَ هذِه القَضيَّة، بَدَلًا مِن فَرضِ إعادَةِ التَّوطين، ومِن أبرَزِ النَّتائِجِ لذلك فإنَّ الصُّندوقَ العالَمِيِّ للطَّبيعَةِ استخدمَ نَتائِجَ الخَرائِطِ المُضادََّةِ للدَّعوَةِ إلى إعادَةِ تَصنيفِ العَديدَ مِنَ المَناطِقَ المَحميَّةِ بِشكلٍ صارِم في المُنتَزَهاتِ الوَطَنيَّةِ الإندونيسيَة، بِما في ذلكَ كلا المُنتَزَهان "كيان مينتارانج" و"جونونج لورنتز"، ودَفَعَ نَجاحُ جُهودِ رَسمِ الخَرائِطَ المُضادَّةِ ألكورن إلى التَّأكيدِ عَلى أنَّ الحُوكمَةَ ما هيَ إلّا مَشاريعَ رَسمِ الخَرائِطَ الشَّعبيَّة، بَدلًا مِن كَونِها وسيلَةً لِتوزيعِ الخَرائِطَ مِن أعلى إلى أسفَل، وتُوفِّرُ أفضَلَ أمَلٍ لإدارَةٍ جَيِّدَةٍ لِلمَوارِدِ الطَّبيعيَّة، وَبديهيًّا يُمكِنُ مُلاحَظَةُ أنَّ الخَرائِطَ هيَ أدواتٌ سِياسيَّةُ قَويَّةٌ في المُناقَشاتِ البيئيَّةِ والحَوكَمَة".

## أنواع الخرائط المضادة
توجَد العَديدُ مِن أنواعِ الخَرائِطَ المُضادَّة، عَلى سَبيلِ المِثال: خَرائِط الاحتِجاج، وفَنَّ الخَرائِط، ورَسمَ الخَرائِطَ المُضادَّةِ لِلحِفظ، وPPGIS، ومِن أجلِ التَّأكيدِ على النِّطاقِ الواسِعِ لِما أصبَحَ يُعرَفُ باسمِ الخَرائِطَ المُضادَّة، تَمَّ تَوضيحُ ثَلاثَةَ أمثِلَةٍ مُتناقِضَةٍ على الخَرائِطَ المُضادَّةِ في هذا القِسم وهيَ: رَسمُ الخَرائِطَ الأصليَّة، ورَسمُ خَرائِطَ المُجتَمَع، ورَسمُ الخَرائِطَ المُضادَّةِ للدَّولَةِ على التَّوالي.

### رسم خرائط السكان الأصليين
تمَّ إجراءُ رَسمِ الخَرائِطِ المُضادَّةِ في مُعظَمِ الأحيانِ في العالَمِ الثّالث، حيثُ يَتَّجِهُ السُّكانُ الأصليّونَ بِشكلٍ مُتَزايِدٍ إلى رَسمِ الخَرائِطِ التَّشارُكيّ، حيثُ يُخصِّصونَ كُلًّا مِن تِقنيّاتِ الدَّولَةِ وَطَريقَةِ التَّمثيلِ الخاصَّةِ بها الخَرائِطَ المُضادَّةِ على أنَّها أداةٌ لِبناءِ هَويَّةَ السُّكّانِ الأصليّين، ولتَعزيزِ شَرعيَّةِ ادّعاءاتِ المَوارِدَ العُرفِيَّّة، ويُمكِنُ رُؤيَةُ نَجاحِ رَسمِ الخَرائِطَ المُضادَّةِ في تَحقيقِ مُطالَباتِ السُّكّانِ الأصليّين مِن خِلالِ تأكيدِ نيتشمان: "طالَبَتِ الخَرائِطَ بِمزيدٍ مِن أراضي السُّكّانِ الأصليّين أكثَرَ مِنَ البَنادِق، ويُمكِنُ استِعادَةُ المَزيدَ مِن أراضي السُّكّانِ الأصليّين والدِّفاعِ عَنها بِالخرائِطَ أكثَرَ مِن البَنادِق.

#### إنشاء نونافوت
يُمِكنُ تَمثيلِ قوَّةِ الخَرائِطَ المُضادَّةِ الأصليَّةِ مِن خِلالِ إنشاء نونافوت في عام 1967، حيثُ رَفَعَ فرانك آرثر كالدر والمَجلِس القِبلِيّ لأمَّةِ نيساغا دعوى ضِدَّ مُقاطَعَةِ كولومبيا البريطانية لإعلانِ أنَّ مُلكِيَّةَ السَُكّانِ الأصليّين لأرضٍ مُعيَّنةٍ لَم يتمَّ إبطالَها بِشكلٍ قانونِيّ في عامِ 1973، ووجدَتِ المَحكَمَةُ الكنديَّةِ العُليا أنَّه كانَ هناكَ في الواقِعِ سَنَدَ مُلكيَّةٍ أصليّ، وقد حاوَلت الحُكومَة الكنديَّة إبطالَ مثلَ هذهِ السَّنداتِ مِن خِلالِ التَّفاوِضَ على المُعاهَداتِ مَع الأشخاصِ الذينَ لم يوقِّعوا عليها، وكخطوَةٍ أولى فقَد دَرَسَ الإنويت تابيريسات الكَنديّ الإنويتإشغال الأرضَ في القُطبِ الشَّماليّ، مِمّا أدّى إلى نَشرِ مَشروعِ استِخدامِ وشَغلِ أراضي الإنويت، الذي أوصَلَ إلى اهتَماماتٍ مُتنوِّعَة، مثلَ اهتِماماتِ الصَّيّادينَ وقُطّافِ التّوت، ورَسَمَت خَرائِطَ لِلأرضِ التي استَخدموها خِلالَ حَياتِهم، وكما أشارَ حاجِب بقولِه: «لَم نَعد نَرسُم خَرائِطَ أراضي السُّكّانِ الأصليّين بناءً على المُلاحظاتِ التَراكُميَّةِ للآخَرينَ حَولَ مَكانِ وجودِهِم، ولكِن بَدلًا مِن ذلِك نقومُ يِرَسمِ خَرائِطَ لِتذكُّرِ السّكانَ الأصليّين لأنشِطَتِهِمِ الخاصّة».
ولَعِبَت هذهِ الخَرائِطَ دورًا أساسيًا في المُفاوَضاتِ التي مَكَّنَت الإنويت من تَأكيدِ مُلكيَّةِ السُّكانِ الأصليّين لِمساحَةِ 2 مَليون كيلومتر مربع في كندا، والمَعروفَة اليوم باسم نونافوت، ومنَ الواضِحِ أنَّ الخَرائِطَ المُضادَّةِ هيَ أداةً يُمكِنُ مِن خِلالَها لِمجموعاتِ السِّكّانِ الأصليّين إعادَةَ تَقديمِ العالَمَ بِطرقٍ تُزَعزِعُ استِقرارَ التَّمثيلاتِ السّائِدَة.
بادَرَتِ الشُّعوبُ الأصلِيَّةِ في إعادَةِ رَسمِ خَرائِطَ مَناطِقَ العالَمِ التي احتَلَّها أسلافَهُم في السّابِق كَعمَلٍ لاستِصلاحِ الأراضي التي سَرَقَتها حُكوماتُ البُلدانِ مِنهُم، وبَدَأتِ الشُّعوبُ الأصليَّة هذهِ العَمَليَّةِ في جَميعِ أنحاءِ العالَمِ مِنَ الشُّعوبِ الأصليَّةِ مِنَ الوِلاياتِ المُتَّحدَة، والشُّعوبِ الأصليَّة مِن أستراليا، والأمازون مِنَ البرازيل، حيثُ باشَرَ سُكّان الأراضي في إنشاءِ خَرائِطِهِم الخاصَّةِ لِلأرضِ مِن حَيثِ حُدودِ الإقليمِ والمَساراتِ حَولَ الإقليم، وعندَما بَدأتِ الشُّعوبُ الأصليَّةَ هذهِ العَمليَّة لأوَّلِ مرَّةٍ، كانَت تَتِمُّ يَدويًا، ولكن في الوَقتِ الحاليّ يَتمُّ استخدامَ أنظِمَةِ GPS وأجهِزَةَ رَسمِ الخَرائِطَ التِّكنولوجيَّةِ الأخرى، حيثُ تُعيدُ خَرائِطَ السُّكانِ الأصليّين تَصوُّرَ الخَريطَةِ الُمتوسِّطَة، وتُمَثِّلُ الفَضاءَ بِشكلٍ إبداعيّ بِالإضافَةِ إلى ثَقافَةِ أولئِكَ الذينَ يعيشونَ في الفَضاء، ويَقومُ السُّكّانُ الأصلِيّونَ بإنشاءِ خَرائِطَ مِن أجلِ قُوَّتِهِم وَمَصلَحَتِهِم الاجتِماعِيَّةِ بَدلًا مِن تِلكَ المَفروضَةِ عَليهِم مِن خِلالِ مُختَلًفِ أنواعِ المُلكيَّةِ والوَصف، وتقومُ الشُّعوبُ الأصليَّةُ أيضًا بإنشاءِ خَرائِطَ للتَّكيُّفَ مَع التَّلوُّثِ المَوجودِ في أراضيهِم، في بيرو على وجهِ التَّحديد، وتَستَخدِمُ الشُّعوبُ الأصلِيَّةِ رَسمَ الخَرائِطِ لِتحديدِ مَجالاتِ المَشاكِلِ وابتِكارِ ووَضعِ استراتيجيّاتٍ لِمكافَحَةِ هذه المَخاطِرَ في المُستَقبَل.

##### وجهات نظر حول الأرض (الولايات المتحدة)
رأى المُستَعمِرونَ البيض الأرضَ كَمُلكِيَّةٍ وَسِلعَةٍ يَجِبُ امتِلاكَها، ونَتيجَةً لِذلِك مَع نُموِّ أعدادَ المُستَوطِنينَ وتَوجُّهِهِم غَربًا، تَمَّتّ المُطالَبَةُ بالأرضِ وبَيعِها مِن أجلِ الرِّبح، وكانَ المُستَعمِرونَ البيض يُطوِّرونَ الأرضَ ويَملِكونَها، مُعتَقدينَ أنَّ الأرضَ مِلكًا لَهُم، ومِن ناحِيَةٍ أخرى رأى السُّكانَ الأصليّون أنفُسَهَم على أنَّهُم مُرتَبِطونَ بِالأرضِ روحيًا وأنَّ الأرضَ بدلًا مِن ذلكَ مَملوكَةً لَهُم، حيثُ تُشَكِّلُ أراضي السُّكّانَ الأصليّين جُزءًا رَئيسيًا مِن هَويَّتِهِم وروحانيّاتِهِم، ولِقِد رِأوا الأرضِ على أنَّها مُقَدَّسَةٌ وتَحتاجُ إلى الحِمايَة، ويَعتَقِدُ السُّكّانَ الأصليّونَ أنَّهُ مِن مَسؤوليَّتِهِم رِعايَةَ الأرض، كما وصَرَّحَت ماريون كيكيت في بَحثِها قائِلةً: «الأرضُ مُهِمَّةٌ جدًا للسُّكانِ الأصليّينَ مع الاعتِقادِ السّائِدِ بِأنَّنا لا نَملِكُ الأرض، بل الأرضُ تَمتَلِكَنا»، وتسبَّبَت وجهاتُ النَّظَرِ المُختَلِفَةِ هذهِ بِشأنِ الأرضِ في العديدِ مِنَ النِّزاعاتِ خِلالَ عَصرِ المَصيرِ الواضِحِ، وعِندَما بَدأ المستوطِنونَ البيضَ في الزِّيادَةِ والانِتقالِ إلى أراضي الشُّعوبِ الأصليَّة اعتَقَدَ السُّكّان الأصليّونَ أنَّهُم يَخدِمونَ الأرض، بَينَما اعتَقَدَ المُستَعمِرونَ البيضَ أنَّ سُكّانَ الأرضِ الأصليّين يَجبَ أن يَخدِموهُم، ونَتيجَةً لِذلِك عِندَما اتَّصَلَ الجانِبانِ تَنازَعا حَولَ كَيفِيَّةِ المُطالَبَةِ بِالأرض، وبدأت ذَروَةِ هذا الصِّراعِ في الحُدوثِ خِلالَ Manifest Destiny حيثُ بَدأ السُّكّان المُستَعمِرونَ البيضِ في النُّموّ والانتِقالِ غَربًا إلى المَزيدِ من أجزاءِ أراضي ومُجتَمعاتِ السُّكّانِ الأصليّين.

###### عملية رسم الخرائط (الولايات المتحدة)
هذهِ العمَليَّة تُمَثِّلُ الخَرائِطَ وتَعكِسُ كَيف يُسمّي الفَردَ أوِ المُجتَمَعِ أنفُسَهَم ويَعرِضونَ ذواتَهَم على الطَّبيعَة، حرفيًا ورمزِيًا هو رَسمٌ للخرائِط، بينَما يَبدو مَوضوعِيًا هو سِياسيّ وطَريقَةً لِلسَّيطَرَةِ عَلى الأرض، فرَسمُ الخَرائِطِ بالتّالي لَهُ وَظائِفَ وتَقاليدَ اجتِماعيَّةٍ وثَقافِيَّةٍ كصُنعِ الأسطورَة، وتِقَنيَّةٍ نفعيَّةٍ واقتِصادِيَّة، وكانَ الاختلافُ بينَ الحُدودِ والأراضي التي صَنَعَها المُستَعمِرونَ البيضِ والسُّكّانِ الأصليّون مُختَلِفًا إلى حدٍّ كَبير، وعبَّروا عن آرائِهِم حولَ الأرضِ والطَّبيعة، وغالبًا ما كانَت أراضي الشُّعوبَ الأصليَّةِ تَنتَهي عِنَد الأنهارِ والجِبالِ والتِّلال، أو يَتمُّ تَحديدَها مِن خِلالِ العَلاقاتِ بَينَ مُختَلَفِ القَبائِلِ والمَوارِدِ والشَّبَكاتِ التِّجاريَّة، وتحدِّدُ العَلاقاتِ بينَ القَبائِلَ إمكانيَّةَ الوُصولِ إلى الأرضِ ومَوارِدِها، فَبدلًا مِن أن تَكونَ الحُدودُ صَعبةً مثلَ حُدود الولايات المتحدة، كانَت الحُدودُ على أراضي الشُّعوبِ الأصليَّةِ أكثرَ مُرونَةً وتَتغيَّرُ بناءً على الزّيجاتِ بينَ الزُّعماءِ وأفرادِ أُسَرِهِم، وعَشائِرِ الصّيد، والوِراثةِ في خرائِطِ السُّكّانِ الأصليّين، ويتمُّ رسمّ المعالِم على الوَرَقِ ووَصفِها في بَعضِ الحالاتِ مَعرِفَةُ تَفصيليَّةً بِسماكَةِ الجَليد.
واستَنَدَت الخَرائِطَ التي رَسَمَها المُستَعمِرونَ البيض في أمريكا في البِدايةِ إلى السُّكّان، وأنشأوا أقاليمَ قائِمةً على حوافِّ الحَضارةِ بعدَ إنشاءِ حُكومَة الوِلايات المتحدة، حيثُ حدَّدَ الكونجرِس أراضي الوِلايَةِ وكانَ مِنَ المُفتَرَضِ مَنحَها بالتَّساوي مِن خِلالِ إحداثيّاتِ خطوط العرض والطول، كَما حَدَّدَت نِهايَةَ مَساراتِ السِّكَكِ الحَديديَّةِ والمعابِرَ نِهايَةِ حالةٍ إلى أخرى، مِمّا خَلقَ حُدودًا تُشبِهُ السِّياج، وفي حالةٍ خاصّةٍ بعدَ الاستحواذِ على صفقة لويزيانا كانَ على الولايات المتحدة أن تُقرِّرَ بينَ الإقليمِ الذي تَكونُ فيهِ العُبوديَّةِ قانونيّةً وأينَ لا تَكونُ كذلِك، وتوصَّلَ ميزو لتسويَةٍ لِذلك، حيثُ تمَّ إنشاءَ خطٍّ حدوديٍّ عندَ خُطوطِ الطّولِ والعَرض 36'30، وقَد تَمَّ تَوثيقَ الدُّوَلِ بإحداثِيّاتِها، ورُسِمَت الحُدودُ في المَواقِعَ المُرقَّمَة، وَتمتَدُّ هذهِ المَواقِعَ المَرقَّمَةِ لأميال، وتشمَلُ الجميعَ في تلكَ المَنطقَةِ حتّى لو كانَت تَخُصُّ الشُعوبَ الأصليَّة، وغالبًا ما تَكونُ هذهِ هيَ الطَريقةُ التي تُسرَقُ بِها الأرضُ مِنَ الشُّعوبِ الأصليَّة، وتَمتَدُّ الأرضُ التي تُطالِبُ بِها حُكومَة الولاياتِ المتَّحدة عَبرَ أراضي السُّكّانِ الأصليّين دونَ اعتبارٍ لِحدودِهِم، وَقَد تمَّ امتِصاصَ أراضي الشُّعوبَ الأصليَّةِ مِن خِلالَ حُدودِ الولايات الأمريكيّة المَرسومَةِ حَديثًا، وتَمَّ إجبارَهُم على المُغادَرَةِ نَتيجَةً لِذلك، كَما تَمَّ تَدميرَ سُبِلِ عيشِهِم وأساطيرَهم المُرتَبِطَةِ بالأرض، وبعدها ادَّعى المُستَعمِرونَ البيضَ أنَّ الأرضَ تَخُصَّهُم ولَم يَعد يُسمح للشُّعوبَ الأصليَّةِ باحتلالِ المَساحة، وبطريقةٍ أخرى كانَت الاختِلافاتُ في طَريقَةِ رَسمِ كلِّ مَجموعةٍ للأرض، ولَم تَعتَرِفَ حُكومَة الولايات المتَّحدة بِأراضي القَبائِلَ بِدونِ خَريطة، ولَم يَكن لدى مُعظَمِ القَبائِل خرائِطَ بأسلوبِ الخرائِطَ الأوروبِّيَّة لِذلك تمَّ تَجاهُلها.

### رسم خرائط المجتمع
يمكِنً تَعريفَ رسمِ خرائِطَ المُجتَمَعِ على أنَّه: «رَسمُ خرائِط مَحلِّيّ، يَتمُّ إنتاجَهُ بشكلٍ تعاونيٍّ بِواسِطَةِ السُّكّانِ المَحلَّيّين، وغالبًا ما يَتَضمَّنُ مَعرِفَةً مَحلِّيَّةً بَديلَة»، ويُعدُّ خريطة الشارع المفتوحة  مِثالًا لِمبادَرَةِ رَسمِ خَرائِطَ المُجتَمَع، مَع إمكانِيَّةِ مُواجَهَةِ هيمَنَةِ تَوزيعِ الخَرائِطَ التي تُسَيطِرُ عَليها الدَّولَة.

#### خريطة الشارع المفتوحة
تمَّ تَأسيس (خريطة الشارع المفتوحة (OSM، وهو مَوقِع ويب لِجمعِ البَياناتِ المَكانِيَّةِ بِقيادَةِ المُواطِنين، بِواسِطِة Steve Coast في عام 2004، ويَتِمُّ جَمع البَياناتِ مِن مَصادِرَ عامَّةٍ مُتَنوِّعَة، مِنها مَساراتُ GPS التي تُتعتَبَرُ الأكثر أهمية، والتي تمَّ جمعَها مِن قِبَلِ متطوِّعينَ مَع أجهِزَةِ استقبالِ GPS، اعتبارًا من 10 يناير 2011 كانَ هُناكَ 340522 مُستَخدِم OSM مُسجَّل، والذينَ قاموا بِتحميلِ 2.121 مليار نُقطِة GPS على المَوقِع، وتعتَمِد عَمليَّةُ إنشاءِ الخَرائِطِ بِشكلٍ واضحٍ عَلى المُشارَكَة، وبالتّالي يُمكِن لكلِّ مُستَخدِم OSM مُسَجَّل تَحريرَ أيَّ جُزءٍ مِن الخَريطَة، علاوةً على ذلك فإنَّها تُساعِدُ أحزابَ الخَريطَةِ على ربطِ الأحداثَ الاجتِماعيَّةِ التي تَهدِفُ إلى سَدِّ الفَجواتِ في التَّغطِيَة، وفي تَعزيزِ روحِ المُجتَمَع، أي باختصار فإنَّ القواعِدَ الشَّعبِيَّةِ يمكِنُها اعتبارَ مشروعِ OSM على أنَّهُ يمثِّلُ نَقلَةً نَوعيَّةُ في مَن يَقومُ بإنشاءِ المَعلوماتِ الجُغرافيَّةِ ومشارَكَتِها مِنَ الدَّولَةِ إلى المُجتَمَع، ومَع ذلِك بَدلًا مِن مُواجَهَةِ مَشروعِ رَسمِ الخَرائِطَ الذي تُهيمِن عليهِ الدَّولَة، أكَّدَ بَعضُ المُعلِّقينَ أنَّ OSM مجرَّدَ تِكرارٍ للنِّظامِ الاجتماعيِّ والاقتِصاديِّ القَديم، فعلى سَبيلِ المِثال أكَّدَ هاكلاي أنَّ مُستخدَمي OSM في المَملكة المتحدة يميلونَ إلى عَدمِ وَضعِ خَرائِطَ لِعقاراتِ المَجلِس، وبالتّالي يَتمُّ تَعيينَ مَناطِقَ الطَّبقةِ الوٌسطى بِشكلٍ غيرِ مُتناسِب، وعلى عَكسِ المفاهيمِ القائِلَةِ بأنَّ OSM هيَ ثَقافةٌ مُناهِضَةُ لِرسمِ الخَرائِط الجَذريِّة، فإنَّها مُجرَّدُ ادِّعاءاتٍ بأنَّ OSM بِبساطّةٍ تُعيدُ إنشاءَ نُسخَةٍ طبقَ الأصلِ مِن الخَرائِطَ الطبوغرافيَّة المَوجودة.

### خريطة مضادة للدولة
ما أصبَحَ يُعرَفُ باسمِ الخَرائِطَ المُضادَّةِ لا يَقتَصِرُ على أنشِطَةِ الجِهاتِ الفاعِلةِ غيرِ الحُكومِيَّةِ داخِلَ دولَةٍ قومِيَّةٍ مُعيَّنَة؛ حيثُ تَنخرِطُ الدِّولُ الضَّعيفَةَ نِسبيًا أيضًا في رَسمِ الخَرائِطَ المُضادَّةِ في مُحاوَلَةٍ لِتحدَي الدَِوَلِ الأخرى.

#### تمثيلات رسم الخرائط المتنافسة: تيمور الشرقية مقابل أستراليا
إنَّ الجُهودَ المُستَمرَّةِ التي تَبذُلُها تيمور الشَّرقيَّةِ للسَّيطَرَةِ على مَوارِدِ الغازِ والنِّفطِ من أستراليا، والتي تَعتَبِرُها مِن تِلقاءِ نَفسِها، هيَ شَكلٌ مِن أشكالِ الخَرائِطَ المُضادَّةِ، ويَتضَمَّنُ هذا النِّزاعُ نزاعًا في رّسمِ الخَرائِطَ حَولَ رَسمِ خَرائِطَ أستراليا لِموارِدِ قاعِ البَحرِ بَينَ البَلدين، كما تدَّعي نيفينز؛ ففي حينِ أنَّ خَريطَةَ أستراليا تَستَنِدُ إلى الوَضع الرّاهِن لاتِّفاقيَّةِ 1989 بينَ أستراليا والمَحتلِّ الإندونيسيِّ لتيمور الشَّرقيَّةِ في ذلكَ الوَقت، حيثُ تُمثِّلُ خَريطَةَ تَيمور الشَّرقيَّة فِكرَةً مُوسَّعةً عَن بَحرَها وَوجوبِ كونِهِ الحُدود، مِمّا يَستلزِمُ إعادَةَ رَسمَ الخَريطَة، وهكذا فإنَّ هذا الشَّكلِ مِنَ الخَرائِطِ المُضادَّةِ يمثِّلُ مُطالبةَ دولةٍ ضعيفةً نسبيًا وهيََ تيمور الشَّرقيَّة، بأراضي ومَوارِدَ تُسيطِرُ عليها دَولَةً أقوى متمَثِّلةً بأستراليا، ومَع ذلك تُشير نيفينز إلى أنَّ هُناكَ إمكانِيَّةُ مَحدودَةً لتحقيقِ مُطالَبة مِن خِلالِ الخَريطَةِ المُضادَّةِ لِتيمور الشَّرقيَّة؛ أيّ أنَّ الخَرائِطَ المُضادَّةِ تُعَدُّ استراتيجيَّةٍ فعّالةٍ فَقط عِندَما تَقتَرِنُ باستراتيجيّاتٍ قانونِيَّةٍ وسياسيَّةٍ أوسَع.

## انتقادات
إنَّ ادِّعاءَ مُكافَحَةِ الخَرائِطَ بإدراجِ المَعارِفِ المُضادَّة أدّى إلى تَمكينِ الأشخاصِ المُستَضعفينَ تَقليديًا، ولكنَّهُ لَم يَمرّ دونَ مُنازِع، وفيما يلي عَيِّنَةً مِن الانتِقاداتِ التي وجِّهَت إلى الخَرائِطَ المُضادَّة:
- فَشِلَ رَسمَ الخَرائِطَ المُضادَّةِ في إدراكِ أنَّ المُجتَمَع هو عَمَليَّةٌ مُتغيِّرَةٌ باستِمرار، حيثُ تَعتَمِد في كَثيرٍ مِن الأحيانِ على فِكرَةِ أنَّ المُجتَمَعِ مُقيَّدٌ وثابِت، وعلى هذا النَّحو فإنَّ عَمليَّةَ رسمِ الخَرائِطَ تَُواصَلُ تَطبيعَ مَن يَنتَمي ومَن لا يَنتَمي إلى حُدودٍ مُعيَّنة.[47]
- بِسبَبِ عَدَمِ تَوازُنِ القُوَّةِ بَينَ مُطالَباتِ السِّكّانِ الأصليّين ومُطالَباتِ الدَّولَة، فإنَّهُ يَجبُ استخدامَ لغةِ وأدواتِ المُجتَمَعِ المُهيمِن مِن قِبَلِ أولئِكَ الذينَ يَخضعونَ لِسيطَرَتِه، ويمكِنُ أن تُؤدّي عَمَليَّةَ استِخدامِ أدواتِ الآخرينَ إلى تغييرِ الأفكارَ المَعروضَة، مِمّا يَنُتج عَنهُ خَريطَةً ذاتَ جودَةٍ غيرَ مُتوقَّعَة.[3]
- الخَرائِطَ المُضادَّة مُعرَّضَةٌ لِخَطَرِ أن تُصبِحَ الشَّيءَ الذي يَجِبُ القِيامَ بِه؛ أي رَصاصَةً سِحرِيَّةً تُطبَّقُ دونَ تَمحيص.[48]
- هُناكَ جُغرافيا لِنجاحِ رَسمِ الخَرائِطَ المُضادَّة في التَّبت، حيثُ تعدُّ الخرائِطَ المضادَّة ذاتَ فائِدَةٍ سياسيَّةٍ مَحدودَةٍ؛ لأنَّ رَسمَ الخَرائِطَ لا يَتمُّ مَنحَهُ ولا يُمكِنُ تَوسيعَ نِطاقِه، وَعلى سَبيلِ المِثال لِتَسويَةِ المَعارِكَ القانونيَّةَ حولَ حيازَةَ الأراضي وحُقوقِ المَوارِدَ مِن خِلالِ المَكاتِبَ التَّنظيميَّةِ لِلدَّولَة.[5]
- َتتطلَّبُ مَشاريعَ الخَرائِطَ المُضادَّةِ التي تَستَخدِمُ نُظُمَ المَعلوماتِ الجُغرافيَّةِ مَعرِفَةً كبيرَةً ومَحوًا للأمِّيَّةِ الحاسوبيَّةِ بشكلٍ أعلى مِن تِلكَ الخاصَّةِ بالأفرادِ العاديّين.[49]
- غالبًا ما يؤدّي الاستثمارُ في أجهِزَةِ الكمبيوتَر والبَرامِجَ المُتخصِّصَةِ إلى تَكاليفَ باهِظَةٍ لِرسمِ الخَرائِطَ بالنِّسبَةِ لغالبيَّةٍ كَبيرَةٍ مِنَ السُّكانِ المَحلِّيّين، لا سيَّما في المَناطِقَ الفَقيرَة؛ نَظرًا لأنَّ بَعضَ المَجموعاتِ أثبَتَت قُدرَتَها على تَبنّي التِّقنيّاتَ أكثَرَ مِن غيرها، فإنَّ مَشاريعَ الخَرائِطَ المُضادَّةِ يُمكِنُ أن تُعمِّقَ الانقَساماتَ داخِلَ المُجتَمَعاتِ على أساسَ النّوعِ الاجتِماعيِّ والاقتِصاديّ.[50]

للتّلخيص، في حينَِ أنَّ رَسمَ الخَرائِطَ المُضادَّةِ لَديهِ القُدرَةَ على تَحويلِ رَسمِ الخَرائِطَ مِن عِلمِ الأمَراء، فإنَّ الاستِثمارَ المَطلوبَ لإنشاءِ خَريطَةٍ مَعَ القُدرَةَ عَلى تحدّي رَسمِ الخَرائِطَ التي تُنتِجُها الدَّولَةِ يَعني أنَّهُ مِن غيرِ المُرجَحِ أن يؤدّي رَسمَ الخَرائِطِ المُضادَّةِ أصبَحَ علمَ الجَماهير.

## قراءات إضافية
- Cooke، M.F. (2003). "Maps and Counter-Maps: Globalised Imaginings and Local Realities of Sarawak's Plantation Agriculture". Journal of Southeast Asian Studies. ج. 34 ع. 2: 265–284. DOI:10.1017/S0022463403000250.
- Dodge, M. (2011). Classics in Cartography: Reflections on Influential Articles from Cartographica. London: John Wiley & Sons. (ردمك 978-0-470-68174-9)
- Poole, P. (1995). Indigenous Peoples: Mapping and Biodiversity Conservation: An Analysis of Current Activities and Opportunities for Applying Geomatics Technologies نسخة محفوظة 14 يناير 2021 على موقع واي باك مشين.. Washington, DC: Biodiversity Support Program.
- Quiquivix، L (2014). "Art of War, Art of Resistance: Palestinian Counter-Cartography on Google Earth". Annals of the Association of American Geographers. ج. 104 ع. 3: 444–459. DOI:10.1080/00045608.2014.892328. S2CID:143748228.
- Sparke، M (1998). "A Map that Roared and an Original Atlas: Canada, Cartography and the Narration of Nation" (PDF). Association of American Geographers. ج. 88 ع. 3: 403–495. DOI:10.1111/0004-5608.00109. مؤرشف من الأصل (PDF) في 2014-06-29.

- المزيد من المصادر
- https://www.creativespirits.info/aboriginalculture/land/meaning-of-land-to-aboriginal-people
- http://sharingculture.info/the-importance-of-land.html
- https://www.theguardian.com/science/blog/2018/mar/06/counter-mapping-cartography-that-lets-the-powerless-speak
- https://www.youtube.com/watch?v=U-P4U5npRCg
- https://www.wonderopolis.org/wonder/how-did-the-states-get-their-shapes

- Indigenous territory at The Canadian Encyclopedia, accessed September 7, 2019

http://www.aughty.org/pdf/community_mapping.pdf نسخة محفوظة 13 يوليو 2018 على موقع واي باك مشين.

## روابط خارجية
- Grossman, Z (2004) Articles on native GIS and counter-mapping
- OpenStreetMap

- Parish maps in England